# Niż (geografia)
Niż – nizina obejmująca duże obszary, termin stosowany także dla rodzaju wielkiej jednostki podziału fizycznogeograficznego na szczeblu megaregionu bądź prowincji. 
Niż, jak każda nizina, charakteryzuje wyniesienie do kilkuset metrów nad poziom morza (konkretna wysokość jest w nauce sporna, zazwyczaj przyjmuje się 200–300 m n.p.m.) oraz rzeźba terenu – głównie akumulacyjna (fluwialna, glacjalna, czasem eoliczna), niekiedy mająca charakter wynurzonego dna morskiego. 
Mniejszą jednostką niżu, na szczeblu podprowincji lub makroregion są niziny, równiny, czasem wyżyny, wysoczyzny i inne. 
W Europie do niży zalicza się Niż Środkowoeuropejski i Niż Wschodnioeuropejski (Nizinę Wschodnioeuropejską), a w jego obrębie Niż Wschodniobałtycko-Białoruski, w Azji m.in. Nizinę Zachodniosyberyjską. 
Analogiczna nazwa "wyż" w odniesieniu do wielkich obszarów wyżynnych wyszła z użycia.